# АКУВІДО
АКУВІДО (AKUVIDO) — арт дует українських художників Ганни Куц та Віктора Довгалюка, які створювали мультимедійні проєкти..  

## Учасники
Ганна Куц - українська медіа-художниця. Навчалася в Харківському коледжі мистецтв, у Львівському інституті декоративно-прикладних мистецтв та в Берлінський інститут нових медіа мистецтв. 
Віктор Довгалюк - український медіа-художник. Отримав освіту у Львівському інституті декоративно-прикладних мистецтв та в Берлінський інститут нових медіа мистецтв.

## Історія
Ганна Куц та Віктор Довгалюк разом створювали проєкти з 1993 року у Львові. 
У 2001 році із своїм їдуть на навчання до Німеччини та стають відомі в Європі як AKUVIDO (поєднання перших літер імен і прізвищ учасників Анна-КУц-ВІктор-ДОвгалюк).
У 2006 році AKUVIDO як об'єднання припинило своє існування через смерть Ганни Куц.

## Проєкти
В рамках AKUVIDO було створено ряд інтерактивних проєктів, які через поєднання звуку, відео, фотографій та комп'ютерної графіки змінювали уявлення про сучасне мистецтво та музику.   
У 1993 році у співавторстві з Альфредом Максименком, професором Львівського інституту декоративно-прикладних мистецтв та керівником Ганни Куц, створений проєкт "Хрести". Цей відеопроєкт згодом було презентовано в Берліні у 2002 році.   
У 1996 році в рамках захисту дипломів студентів відділу монументального мистецтва показаний проєкт "Призма 6+1". Також Акувідо представили відео-арт презентацію - "Я час".   
У 1998 році в Берліні на виставці презентовані проєкти "360 Б'Ю" та "Esse".   
У 2002 році створений відеокліп на трек гурту Kotra "Stir Mesh". Також цього ж року в Берліні створена програма Stadtsounstation - поєднання графічних об'єктів, які рухалися у поєднанні зі звуками. Програма базувалася на дослідженні візуального та звукового простору Берліну та дозволяла створювати власну симфонію міста та відтворювати її у вигляді відеокліпу.  
У 2004 році під час співпраці із V2 Lab (Нідерланди) був реалізований проєкт Інтерактивне місто (City Interactive), в якому художники проголошували місто як арт-об'єкт.  В цьому проєкті місто розглядалося як комп'ютерна програма, що контролює інформацію та досліджує різні фрагменти реального міста, об'єднуючи їх у ціле. City Interactive показував, як фізичний простір переносить у віртуальний простір, який, за допомогою нових технологій. починає впливати на реальні об'єкти міста.   
Проєкти визнавалися як новітній підхід у мистецтві та були представлені на численних міжнародних фестивалях: Transmediale у Берліні, Netmage у Болоньї, New Forms Festival у Ванкувері.  

## Нагороди
Перший приз та Золота медаль на міжнародному конкурсі Нет Арта (net.art) на Фестивалі Villette Numerique у Парижі у 2002 році.